# Tractor pentru păsări

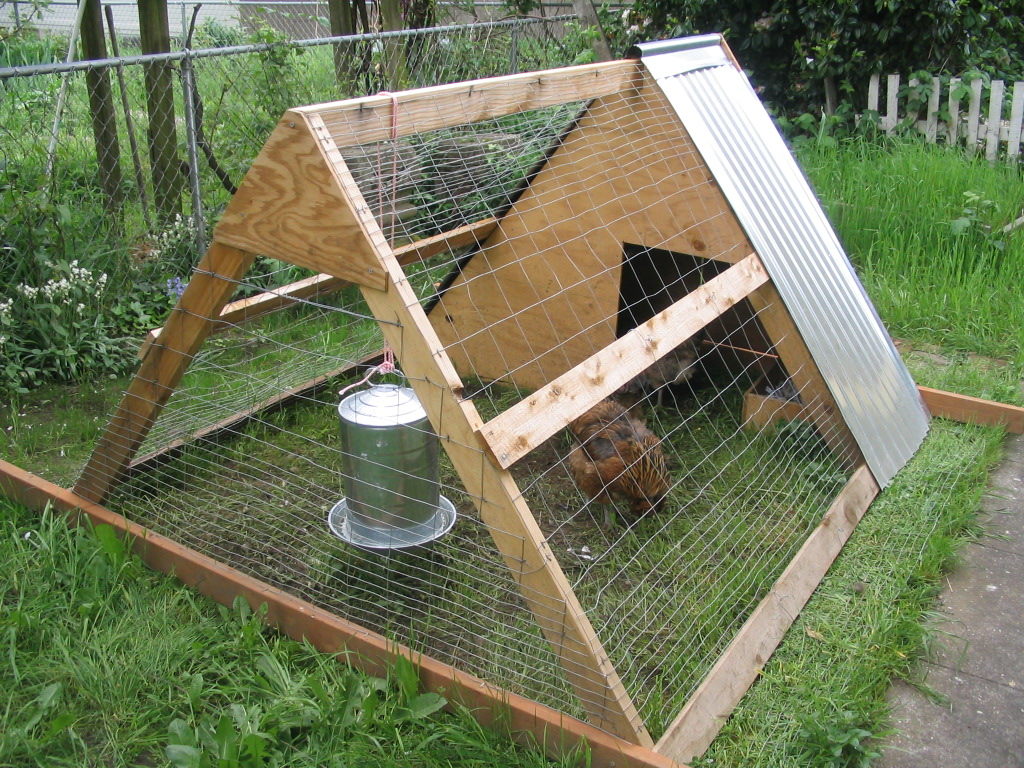
Un tractor pentru păsări construit acasă, fără roți, destinat să adăpostească un număr mic de găini.

Un tractor pentru păsări (cunoscut și sub denumirea de „arcă”) este un tip de coteț care nu are podea. Aceste structuri pot adăposti diverse tipuri de păsări de curte. Majoritatea tractoarelor pentru păsări sunt construite ușor și au o formă de A, astfel încât să poată fi trase cu ușurință prin curte de către o persoană. Unele modele pot avea roți la unul sau ambele capete pentru a facilita mișcarea.

## Utilizare
Tractoarele pentru păsări permit păsărilor să se miște liber, oferindu-le adăpost și acces la hrană proaspătă, precum iarbă, buruieni și insecte. Aceste resurse naturale vor fi consumate rapid dacă tractorul rămâne în același loc pentru prea mult timp, astfel lărgind dieta păsărilor și reducând necesarul de furaje. Spre deosebire de cotețele fixe, tractoarele pentru păsări nu au podea, ceea ce elimină necesitatea curățării lor. Ele reflectă un ciclu natural și simbiotic de hrănire, prin care păsările consumă vegetația, depun excremente fertilizatoare și apoi se mută într-o nouă zonă.
Termenul „tractor pentru păsări” provine de la funcțiile pe care păsările le îndeplinesc, asemănătoare cu cele realizate de un tractor agricol modern, precum săparea și plivirea solului în pregătirea pentru plantarea copacilor sau culturilor, sau fertilizarea și întreținerea culturilor și copacilor deja plantați.
Cu ajutorul tractoarelor pentru păsări, proprietarii de păsări pot crește păsări într-un mediu extins, oferindu-le acces la aer proaspăt, soare, hrană naturală și exercițiu—lucruri pe care păsările ținute în cuști în cotețele comerciale nu le au. De asemenea, tractoarele pentru păsări ocupă doar o mică zonă la un moment dat, permițând astfel terenului să se regenereze complet. Acest sistem permite hrănirea mai multor păsări decât dacă ar fi lăsate să se miște liber. Tractoarele pentru păsări oferă, de asemenea, adăpost împotriva prădătorilor și a condițiilor meteorologice nefavorabile. În plus, găinile depun ouă în cuibare, în loc să le ascundă în vegetație.